# Micropterix purpureopennella
Micropterix purpureopennella és una espècie d'arna de la família Micropterigidae. Va ser descrita per Heath, l'any 1986.
Aquesta espècie és endèmica d'Algèria.